# 北冕座SV
北冕座SV，又名BD-06 3344，HD 98088、SAO 138106、HR 4369，是北冕座的一颗恒星，视星等为6.14，位于銀經265.81，銀緯48.81，其B1900.0坐标为赤經11h 11m 54s，赤緯-6° 48.81′ 21″。